# Невьянскит
Невьянскит (иридосмин) — минерал группы осмистого иридия.
Наиболее распространенный минерал в группе. Впервые обнаружен в россыпях на Урале, около Невьянска.
Отличается от других минералов группы крупными кристаллами (до 2—7 г) и резким преобладанием в составе иридия (55—80 %).
По происхождению магматический, гидротермальный. Месторождения россыпные.